# Aquädukt in Rostokino

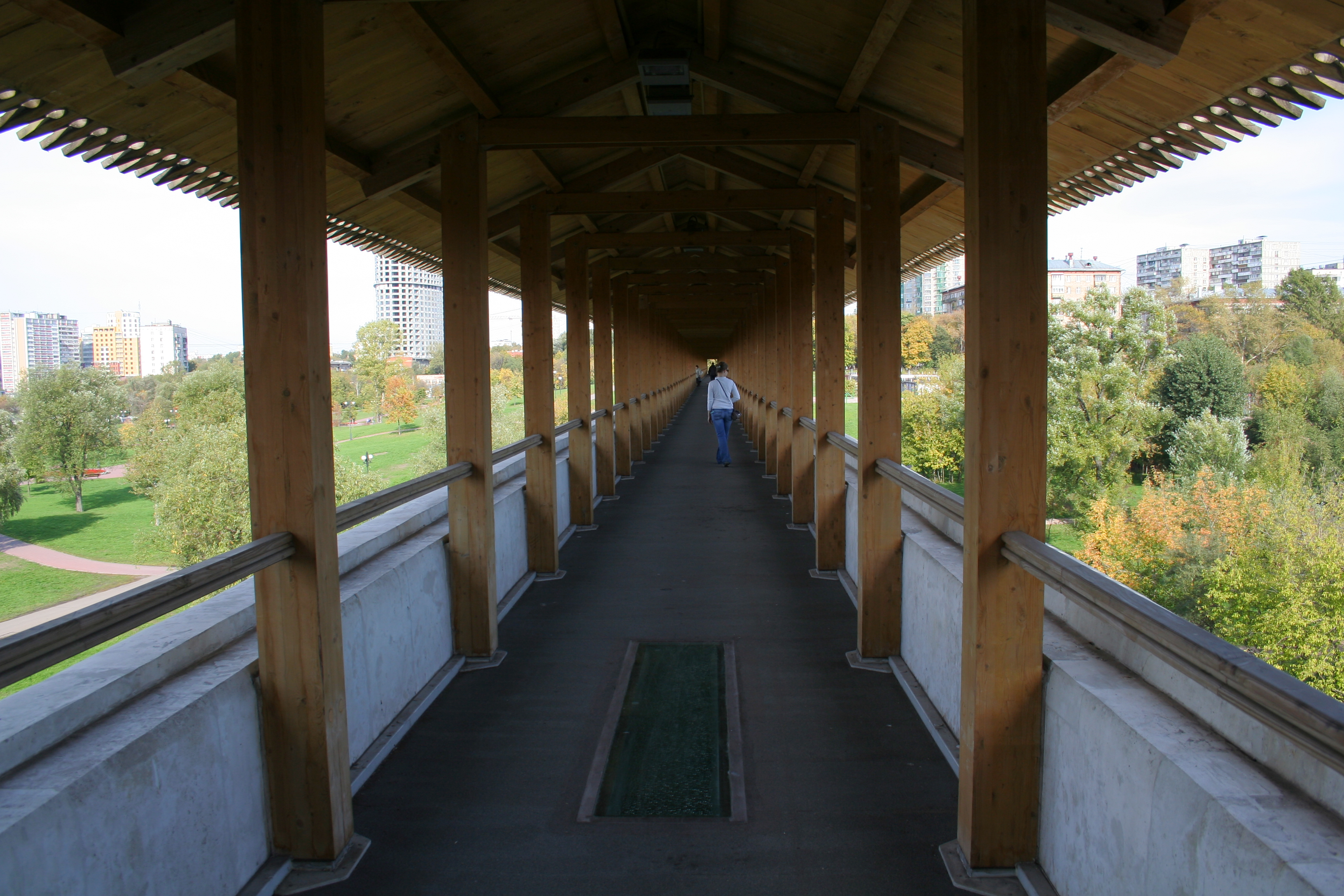
Auf dem Aquädukt

Das Aquädukt in Rostokino (russisch Росто́кинский акведу́к), auch Millionenbrücke (russisch Миллионный мост, transkr. Millionni most) ist ein denkmalgeschützter steinerner Aquädukt aus dem 18. Jahrhundert im nordöstlichen Verwaltungsbezirk von Moskau (Russland), der die erste Moskauer Wasserleitung über das Flüsschen Jausa trug. Das 356 Meter lange Viadukt hat 21 Öffnungen von 8,5 Meter Spannweite und ist bis zu 15 Meter hoch.

## Lage
Das Aquädukt befindet sich Stadtbezirk Rostokino unweit der Ausfallstraße Prospekt Mira, die weiter zur Jaroslawler Chaussee (M8) wird. Der Fußweg über den Viadukt liegt in der Verlängerung der Jaroslawskaja uliza, die am Städtischen Spital Nr. 40 vorbeiführt. Das nördliche Ende liegt in einem kleinen Park, in dem ein Museum der Moskauer Wasserversorgung geplant ist.

## Geschichte
In den 1770er-Jahren, nachdem Moskau von der verheerendsten Pestepidemie seiner Geschichte heimgesucht wurde und die Notwendigkeit einer flächendeckenden Wasserversorgung aus hygienischen Gründen dringend erschien, initiierte Kaiserin Katharina die Große den Bau der ersten Wasserversorgung für Moskau. Der Entwurf wurde bis 1780 vom Militäringenieur F. W. Bauer erarbeitet. Im gleichen Jahr begannen die Bauarbeiten, die jedoch aufgrund technischer Schwierigkeiten erst im Jahre 1804 abgeschlossen wurden. Die gesamten Baukosten betrugen gut 1,6 Millionen Rubel. Das als Teil der Wasserleitung erbaute Aquädukt zur Überbrückung der Jausa wurde deswegen im Volksmund als Millionenbrücke verspottet.
Einer Legende nach soll Katharina während einer Pilgerfahrt zum Dreifaltigkeitskloster von Sergijew Possad bei einem Zwischenstopp im nordöstlichen Moskauer Vorort Mytischtschi von den geschmacklichen Eigenschaften des dortigen Quellwassers besonders begeistert gewesen sein und deswegen auf dem Bau einer Leitung aus diesem Ort bestanden haben.
Nach seiner Fertigstellung leitete das Aquädukt in Rostokino bis ins 20. Jahrhundert Wasser aus Mytischtschi nach Moskau. Erst zur Sowjetzeit verlor es seine ursprüngliche Bedeutung und wurde später zur Verlegung von Fernwärmeleitungen genutzt. 2007 wurde das inzwischen verkommene Bauwerk restauriert, wobei es auf seinem gesamten Verlauf eine hölzerne Dachkonstruktion erhielt. Das Aquädukt ist jeweils an den Wochenenden für Besucher geöffnet und begehbar.

## Aquädukt-Park
Im Zeitraum von 2004 bis 2007 wurde das Aquädukt restauriert und in eine Fußgängerbrücke umgewandelt. Fachleute demontierten die Fernwärmeleitung, errichteten Geländer und ein dekoratives Dach und fügten eine architektonische Beleuchtung hinzu. Rund um das Architekturdenkmal wurde ein Park mit bequemen Wegen und Bänken angelegt.
Im Jahr 2013 wurden die Brücke und das umliegende Gelände in die Verwaltung des Kultur- und Erholungsparks „Sokolniki“ übergeben. Im „Aquädukt-Park“ finden regelmäßig Festivals und Feierlichkeiten statt: von Weihnachtsfesten bis hin zu multimedialen Shows. Die Galerie des Aquädukts ist an Wochenenden und Feiertagen für Besucher zugänglich. Im März 2018 wurde bekannt, dass eine bevorstehende Verschönerung des Parks geplant ist. Im selben Jahr, 2018, wurde der „Aquädukt-Park“ vom Park „Sokolniki“ an die Verwaltung der Wohnungsbaugesellschaft des Bezirks Rostokino übergeben.